# Pterolophia maacki
Pterolophia maacki là một loài bọ cánh cứng trong họ Cerambycidae.